# فرودگاه بین‌المللی رود
 فرودگاه بین‌المللی رود (به انگلیسی: Rhodes International Airport) (به زبان بومی: Κρατικός Αερολιμένας Ρόδου «Διαγόρας») یک فرودگاه همگانی باربری با کد یاتا RHO است که یک باند فرود آسفالت دارد و طول باند آن ۳۳۰۵ متر است. این فرودگاه در کشور یونان قرار دارد و در ارتفاع ۶ متری از سطح دریا واقع شده است.